# Науменко, Александр Евгеньевич
Алекса́ндр Евге́ньевич Нау́менко (9 ноября 1997, Томск, Россия) — российский футболист, полузащитник.

## Карьера
В сезоне 2016/17 был заявлен за молодёжный состав «Томи», однако зимой был переведён в основной состав команды после того, как из-за финансовых проблем клуб покинуло большое количество футболистов. 1 апреля 2017 дебютировал в главной команде в гостевом матче 16-го тура чемпионата России с «Арсеналом» (0:3) — вышел на замену на 84-й минуте.

## Клубная статистика
| Выступление          | Выступление      | Выступление      | Лига | Лига | Кубки | Кубки | Итого | Итого |
| Клуб                 | Лига             | Сезон            | Игры | Голы | Игры  | Голы  | Игры  | Голы  |
| -------------------- | ---------------- | ---------------- | ---- | ---- | ----- | ----- | ----- | ----- |
| Томь                 | Премьер-лига     | 2016/17          | 3    | 0    | 0     | 0     | 3     | 0     |
| Томь                 | Итого            | Итого            | 3    | 0    | 0     | 0     | 3     | 0     |
| Химик (Новомосковск) | ПФЛ              | 2017/18          | 13   | 0    | 0     | 0     | 13    | 0     |
| Химик (Новомосковск) | Итого            | Итого            | 13   | 0    | 0     | 0     | 13    | 0     |
| Всего за карьеру     | Всего за карьеру | Всего за карьеру | 16   | 0    | 0     | 0     | 16    | 0     |